# Diplocephalus
Diplocephalus é um gênero de aranhas da família Linyphiidae descrito em 1883.